# Sonny Rhodes
Sonny Rhodes (3. listopadu 1940 Smithville, Texas, USA – 14. prosince 2021), vlastním jménem Clarence Smith, rodným jménem Clarence Edward Mauldin, byl americký bluesový zpěvák a hráč na lap steel kytaru. Celkem patnáctkrát byl nominován na cenu Blues Music, kterou jednou získal.

## Biografie
V mládí byl ovlivněn hudebníky, jako byli T-Bone Walker, L. C. Robinson, Percy Mayfield, Pee Wee Crayton a B. B. King. Na střední škole si založil skupinu Clarence Smith and the Daylighters, se kterou hrál po bluesových klubech v okolí Austinu. Svůj první singl „I'll Never Let You Go When Something Is Wrong“ nahrál ve vydavatelství Domino Records v roce 1958, v dalších letech hrál jako baskytarista s Freddiem Kingem a Albertem Collinsem. Další singly nahrál v 60. a 70. letech, v polovině 70. let hrál také na turné v Evropě, kde vydal také studiové album I Don't Want My Blues Colored Bright a koncertní desku In Europe. K jeho dalším albům patří např. Just Blues (1985), Disciple of the Blues (1991), Living Too Close to the Edge (1992), Out of Control (1996) či A Good Day To Play The Blues (2001).
Pro televizní seriál Firefly nahrál úvodní píseň „The Ballad of Serenity“, kterou složil autor seriálu Joss Whedon.
Zemřel 14. prosince 2021 ve věku 81 let.